# Marxen
Marxen település Németországban, azon belül Alsó-Szászország tartományban. Lakosainak száma 1440 fő (2023. december 31.). Marxen Seevetal és Brackel községekkel határos.

## Népesség
A település népességének változása:
| Lakosok száma | 1556 | 1507 | 1519 | 1434 | 1433 | 1440 |
|               | 2016 | 2017 | 2019 | 2021 | 2022 | 2023 |